# Księstwo kobryńskie
Księstwo kobryńskie – wielkolitewskie księstwo ze stolicą w Kobryniu. Pierwszym znanym właścicielem księstwa kobryńskiego był wielki książę litewski Olgierd Giedyminowicz, syn Giedymina.
Było częścią Księstwa Trockiego, a następnie województwa trockiego (po przemianowaniu księstwa trockiego na województwo w 1413 roku).
W wyniku zawiłości historycznych, księstwo kobryńskie zostało przejęte przez Zygmunta I na początku XVI wieku, a następnie przyłączone do województwa podlaskiego pod nową nazwą powiatu kobryńskiego.

## Historia
Na początku XIV wieku Kobryń wraz z otaczającymi ziemiami wszedł pod panowanie Wielkiego Księstwa Litewskiego. Miasto Kobryń, które w 1366 roku było zaledwie grodem, stanowiło własność wielkiego księcia litewskiego Olgierda z rodu Giedyminowiczów. Świadczy o tym ugoda zawarta pomiędzy królem polskim Kazimierzem III Wielkim a Lubartem (bratem Olgierda) i innymi książętami wielkolitewskimi, w której zastrzeżono, aby król Kazimierz nie miał żadnego prawa do Kobrynia wraz z otaczającymi go ziemiami, należącymi do Olgierda.
Według polskiego historyka, Józefa Wolffa (1852–1900), Kobryń przeszedł najprawdopodobniej bezpośrednio po Olgierdzie, na jego syna, księcia Fedora Olgierdowicza, który pojawia się w dokumentach historycznych wystawionych na Rusi Czerwonej w latach 1387–1394. Książę Fedor pozostawił po sobie trzech synów, książąt Hurka (protoplastę Hurkowiczów), Sanguszkę (protoplastę Sanguszkowiczów), a także Romana, protoplastę rodu Kobryńskich. 
W 1404 roku ówczesny władca Wielkiego Księstwa Litewskiego, Witold Kiejstutowicz, nadaje synowcowi swemu kniaziowi Romanowi Kobryń i Hruszowę (księstwo kobryńskie w księstwie trockim), a także Niesuchoiże i Milanowicze (na Rusi Czerwonej) – jak zaznacza Józef Wolff – aktem tym jednak mógł zatwierdzić księciu Romanowi władanie ziemiami, które posiadał już wcześniej z uwagi na prawo dziedzictwa. Roman zmarł po 1417 roku, gdyż jeszcze wtedy występuje na kartach historii, ale nigdy potem.

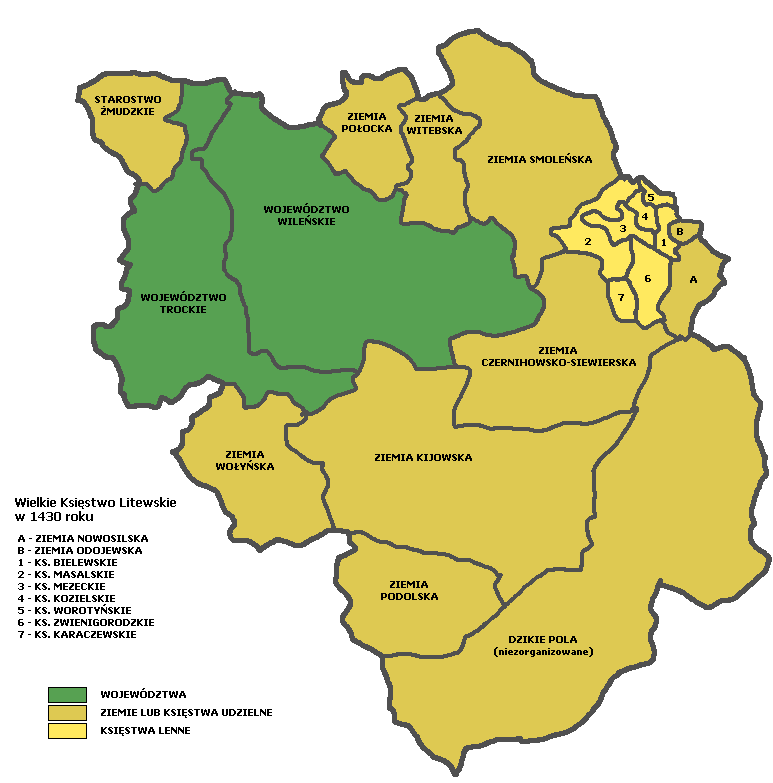
Podział terytorialny Wielkiego Księstwa Litewskiego w 1430 roku

Po Romanie księstwem kobryńskim władał jego syn Semen Kobryński, który umarł około 1460 roku, pozostawiając po sobie syna Iwana i dwie córki. Kobryńscy wygaśli około 1490 roku, wraz ze śmiercią Iwana Kobryńskiego. Żona Iwana zmarła najprawdopodobniej na początku XVI wieku. 
Kobryńscy wygaśli w linii męskiej około 1490 roku, wraz ze śmiercią Iwana Kobryńskiego. Kobryń natomiast powrócił pod władanie króla, który nadał go powtórnie żonie Iwana Kobryńskiego – Zofii Rohatyńskiej. Król wydał Zofię pod koniec 1491 lub na początku 1492 roku, za Jerzego Pacewicza, który usunąwszy się w 1501 roku z życia publicznego, zarządzał majątkiem żony. Pod koniec życia otrzymał jeszcze ziemię merecką pod dzierżawę, a już w 1505 roku umarł. Zofia Rohatyńska zaraz po ponownym owdowieniu, otrzymała w 1506 roku od króla Aleksandra potwierdzenie zapisów pierwszego męża, księcia Iwana Semenowicza Kobryńskiego, który zapisał jej w spadku jedną trzecią wszystkich swoich dóbr. Pośpiech nadania tych ziem przez króla Aleksandra był uzasadniony, z powodu pretensji majątkowych, jakie rościli sobie jej krewni. Jej trzecim mężem został w 1508 roku Mikołaj Radziwiłłowicz, wojewoda wileński i kanclerz litewski, zmarły w 1509 roku, którego Zofia również przeżyła. Umarła bezpotomnie dopiero w 1512 roku. 
Po śmierci Zofii, król Zygmunt I Stary nadał Kobryń siostrze księcia Iwana Kobryńskiego – Annie Kobryńskiej, która władała w Kobryniu wraz ze swoim mężem – Wacławem Stanisławowiczem Kostewiczem, marszałkiem hospodarskim. Umarła w lutym lub marcu 1519 roku, a zaraz po jej śmierci, król Zygmunt I spełniając obietnicę z 1516 roku, przekazał Kobryń jej mężowi, jednakże nie na prawach lennych, tak jak posiadali je książęta Kobryńscy, a w dzierżawę i stał się jego pierwszym starostą, na którym to stanowisku pozostawał aż do śmierci w 1532 roku. 
Zygmunt I Stary jeszcze w XVI wieku przyłączył tereny księstwa kobryńskiego do województwa podlaskiego pod nową nazwą powiatu kobryńskiego. Cała Kobryńszczyzna została nadana królowej Bonie, w przypadku śmierci Wacława Kostewicza, która ostatecznie trafiła pod jej władanie po jego śmierci.

## Książęta kobryńscy
| Portret | Imię                       | Okres panowania          |
| ------- | -------------------------- | ------------------------ |
|         | Olgierd Giedyminowicz      | 1366 – 1377              |
|         | Fedor Olgierdowicz         | ? – ?                    |
|         | Roman Fedorowicz Kobryński | 1404 lub przed – po 1417 |
|         | Semen Romanowicz Kobryński | po 1417 – ok. 1460       |
|         | Iwan Semenowicz Kobryński  | ok. 1460 – ok. 1490      |
|         | Zofia Iwanówna Rohatyńska  | ok. 1490 – 1512          |
|         | Anna Kobryńska             | 1512 – 1519              |